# Neocymbopteryx
Neocymbopteryx és un gènere monotípic d'arnes de la família Crambidae. Conté només una espècie, Neocymbopteryx heitzmani, que es troba a Amèrica del Nord, on s'ha registrat a Arkansas.